# Blair Telford
Blair Stuart Telford (ur. 7 grudnia 1965 w Wellington) – nowozelandzki bobsleista, olimpijczyk.
Pochodził ze sportowej rodziny, ojciec bowiem reprezentował region w lekkoatletyce. Sam również uprawiał tę dyscyplinę, a także piłkę nożną, siatkówkę oraz sportowe ratownictwo wodne. Po ukończeniu Spotswood College wyjechał do Stanów Zjednoczonych, a następnie do Kanady na zaproszenie kompletującego obsadę nowozelandzkiej reprezentacji bobslejowej Lexa Petersona.
Wystąpił w konkurencji dwójek i czwórek podczas zawodów bobslejowych na Zimowych Igrzyskach Olimpijskich 1988 zajmując odpowiednio miejsca trzydzieste pierwsze i dwudzieste pierwsze.
Pracował następnie jako policjant.